# Tirà becplaner d'ulleres
El tirà becplaner d'ulleres (Rhynchocyclus brevirostris) és un ocell de la família dels tirànids (Tyrannidae).
Habita boscos i clars, localment a les terres baixes des de Mèxic a estat d'Oaxaca, Puebla i centre de Veracruz, cap al sud, incloent-hi la Península del Yucatán, fins a Costa Rica i oest i est de Panamà, a les terres baixes a l'oest de Colòmbia i nord-oest de l'Equador.